# 曼德尔球

一个光线跟踪的3维曼德尔球图像
迭代于

曼德尔球（Mandelbulb）是一个三维的曼德博集合的模拟，由丹尼尔·怀特和保罗·尼兰德采用球坐标构造。
因为没有复数的二维空间的三维类似物，因此不存在规范的三维曼德博集合。可以使用四元数的4个维度构建曼德博集合。然而，这样构建的集合不能和二维的那样在所有尺度上表现细节。
怀特和尼兰德关于三维矢量{\displaystyle \langle x,y,z\rangle }的{\displaystyle n}次方公式为
{\displaystyle \langle x,y,z\rangle ^{n}=r^{n}\langle \sin(n\theta )\cos(n\phi ),\sin(n\theta )\sin(n\phi ),\cos(n\theta )\rangle }
其中
{\displaystyle {\begin{aligned}r&={\sqrt {x^{2}+y^{2}+z^{2}}}\\\phi &=\arctan(y/x)=\arg(x+yi)\\{\rm {and\ }}\theta &=\arctan({\sqrt {x^{2}+y^{2}}}/z)=\arccos(z/r).\end{aligned}}}
他们使用迭代{\displaystyle z\mapsto z^{n}+c}，其中“{\displaystyle z^{n}}”定义如上，“{\displaystyle +}”是矢量相加。当{\displaystyle n>3}，其结果是一个三维的球状物，有分形的表面和由参数{\displaystyle n}控制的叶子。他们的很多图形表现采用{\displaystyle n=8}的设置。